# Isola Zapatera
Zapatera è un'isola lacustre situata all'interno del lago Nicaragua, prende il nome da un vulcano oggi inattivo.

## Geografia
L'isola è lunga circa 7 km e larga 10 km, per una superficie totale di 52 km². Il terreno è composto in prevalenza da colline ricoperte da vegetazione, la più elevata di queste prende il nome di Cerro Grande. L'interno è ricoperto da una fitta foresta che ha resistito negli anni all'opera di disboscamento attuata per aumentare gli spazi agricoli e i pascoli. Nella punta settentrionale dell'isola è presente una laguna del diametro di circa 600 metri. Intorno all'isola Zapatera ci sono alcuni piccole isolette che compongono l'arcipelago omonimo, le più importanti sono denominate El Muerto, Jesús Grandes, El Plátano e El Armado. La zona è una delle 78 aree protette del Nicaragua, fu dichiarata parco nazionale con il decreto governativo n. 1194 del 3 febbraio 1983.
Il vulcano a scudo che ha dato origine all'isola è inattivo, non si conosce la data dell'ultima eruzione e i geologi stimano che la sua formazione risalga all'Olocene. La caldera è larga circa 2 km e si trova in prossimità del centro dell'isola, al suo interno si trova una formazione conica di lava alta circa 300 metri nota come Cerro El Llano.
L'unico centro abitato dell'isola è la comunità di Sonzapote i cui abitanti si dedicano alle attività agricole e turistiche. Questa comunità si formò negli anni ottanta quando un gruppo di campesinos si trasferì a Zapatera per sfruttare le terre messe a disposizione della popolazione dopo la rivoluzione sandinista. Successivamente la comunità venne abbandonata anche a causa delle incursioni dei contras. Nel 1994 alcuni nuclei familiari si trasferirono nuovamente in questo territorio entrando in contrasto con le autorità che fecero ricorso alle forze dell'ordine per sgomberare la zona. Attualmente la comunità sopravvive grazie ad un accordo stipulato col Ministero dell'Ambiente grazie al quale ha ottenuto il permesso di insediarsi a patto di non danneggiare l'area protetta.

## Fauna
La fauna è composta da diverse specie animali, in particolare scimmie e pappagalli; meno diffusi ma comunque presenti sono gli armadilli, i cervi e i giaguari. Numerose sono le specie di uccelli: falco, tucano, martin pescatore e oropendola. Le acque abbondano di pesci, tra cui spicca la specie autoctona del Parachromis managuensis.

## Patrimonio archeologico
L'isola di Zapatera è molto importante per la presenza di siti archeologici che forniscono testimonianze delle popolazioni precolombiane che abitarono il territorio in antichità. Sono presenti diversi siti caratterizzati da petroglifi e da sculture di pietra. Queste sculture rappresentano figure umane ed animali che fanno riferimento ai costumi e alla religione dell'antica popolazione dei chorotega. Le sculture sono state prelevate per essere studiate ed ora sono esposte nel convento di San Francesco a Granada (Casa de los Tres Mundos), secondo gli studi condotti rappresentano in prevalenza guerrieri e antiche divinità, tra cui il dio Tlaloc.
Il primo resoconto sui manufatti precolombiani dell'isola fu pubblicato nel 1852 all'interno di un'opera a cura dell'archeologo e diplomatico statunitense Ephraim George Squier. Lo studioso aveva esplorato la parte nord-orientale dell'isola nel 1849 e aveva scoperto diverse incisioni rupestri che aveva ricopiato per includerle nel libro pubblicato tre anni dopo.
I primi scavi archeologici furono condotti dal naturalista svedese Carl Bovallius nel 1883, egli scoprì molti reperti tra cui 25 statue nella zona di Sonzapote e pubblicò i suoi studi in due opere edite tra il 1886 e 1887. Alcuni degli oggetti scoperti durante la missione sono oggi esposti al Museo etnografico di Stoccolma. In seguito fu lo studioso messicano Felipe Pardines ad interessarsi ai ritrovamenti archeologici della zona, nel corso degli anni trenta del XX secolo pubblicò una serie di articoli in cui studiò nuove incisioni presenti sull'isola Zapatera e sugli isolotti adiacenti (isola El Muerto).